# 블라디보스토크
블라디보스토크(러시아어: Владивосто́к, 문화어: 울라지보스또크, 일본어: ウラジオストク, 중국어: 海參崴, 병음: Hǎishēnwǎi 하이선와이[*])는 러시아의 도시이다. 러시아 극동의 중심지이며 프리모르스키 지방의 행정중심지이다. 시베리아 횡단 철도의 출발점이며, 러시아의 태평양 진출의 문호이다. 인구는 2024년 기준으로 59만1천명이다.
블라디보스토크는 중화인민공화국, 조선민주주의인민공화국과 러시아 세 나라의 국경이 만나는 지점에 위치하며 개인 사업과 국제 무역, 관광이 급속히 발전하고 있다. 이곳에서는 국제 심포지움과 학술 회의가 자주 열리며, 러시아 태평양 함대의 모항이기 때문에, 전 세계 각국의 해군 함대들이 친선 사절로 온다. 주된 산업은 조선업과 고래·게 등 어업, 어류·해산물 가공업, 군항 관련 산업이다. 선박수리, 목재 가공, 식료품 공업도 있다. 남동쪽의 나홋카는 제2차 세계 대전 이후에 개방된 상업항, 어항으로 러시아의 극동을 향하는 제2의 문호이다. 러시아 태평양 함대의 본부가 있는 군항(軍港) 도시이기 때문에 소비에트 연방 시대에는 폐쇄도시였다.

## 명칭
블라디보스토크는 러시아어로 "동방을 지배하다"를 뜻한다. 1860년까지는 외만주가 중국의 영토였고, 당시 해삼위(중국어: 海參崴 하이선와이[*] 또는 한국 한자: 海蔘威)로 불렸다. 이후 고려인들은 해삼시(한국 한자: 海蔘市)라고 불렀고 과거 일본에서는 우라지오(일본어: 浦鹽)라고 쓰기도 했다.

## 지리
연해주 남부에 위치한 표트르대제 만을 아무르스키 만과 우수리스키 만으로 나누는 좁고 긴 산악 반도인 무라비요프-아무르스키반도(길이 30km, 너비 12km)의 남단부에 위치하고 있으며, 러시아 해군의 태평양 함대의 기지가 위치한 군항 도시이다. 반도 선단의 금각만 연안에 시가지가 있다.

## 기후
블라디보스토크의 기후 구분은 현행 쾨펜의 기후 구분 상에서는 Dwb에 속한다.
- 연평균 기온 : 5.1 °C
- 1월 평균 기온 : -11.9 °C
- 8월 평균 기온 : 20.0 °C
- 연평균 강수량 : 860 밀리미터

| 블라디보스토크의 기후                                            | 블라디보스토크의 기후 | 블라디보스토크의 기후 | 블라디보스토크의 기후 | 블라디보스토크의 기후 | 블라디보스토크의 기후 | 블라디보스토크의 기후 | 블라디보스토크의 기후 | 블라디보스토크의 기후 | 블라디보스토크의 기후 | 블라디보스토크의 기후 | 블라디보스토크의 기후 | 블라디보스토크의 기후 | 블라디보스토크의 기후 |
| 월                                                               | 1월                   | 2월                   | 3월                   | 4월                   | 5월                   | 6월                   | 7월                   | 8월                   | 9월                   | 10월                  | 11월                  | 12월                  | 연간                  |
| ---------------------------------------------------------------- | --------------------- | --------------------- | --------------------- | --------------------- | --------------------- | --------------------- | --------------------- | --------------------- | --------------------- | --------------------- | --------------------- | --------------------- | --------------------- |
| 역대 최고 기온 °C (°F)                                           | 5.0 (41.0)            | 9.9 (49.8)            | 19.4 (66.9)           | 27.7 (81.9)           | 29.5 (85.1)           | 31.8 (89.2)           | 33.6 (92.5)           | 32.6 (90.7)           | 30.0 (86.0)           | 23.7 (74.7)           | 17.5 (63.5)           | 9.4 (48.9)            | 33.6 (92.5)           |
| 일평균 최고 기온 °C (°F)                                         | −7.8 (18.0)           | −3.8 (25.2)           | 2.7 (36.9)            | 10.1 (50.2)           | 14.9 (58.8)           | 17.9 (64.2)           | 21.6 (70.9)           | 23.3 (73.9)           | 20.1 (68.2)           | 13.2 (55.8)           | 3.3 (37.9)            | −5.4 (22.3)           | 9.2 (48.6)            |
| 일일 평균 기온 °C (°F)                                           | −11.9 (10.6)          | −8.1 (17.4)           | −1.5 (29.3)           | 5.3 (41.5)            | 10.0 (50.0)           | 13.8 (56.8)           | 18.1 (64.6)           | 20.0 (68.0)           | 16.3 (61.3)           | 9.2 (48.6)            | −0.7 (30.7)           | −9.2 (15.4)           | 5.1 (41.2)            |
| 일평균 최저 기온 °C (°F)                                         | −15.0 (5.0)           | −11.3 (11.7)          | −4.5 (23.9)           | 2.1 (35.8)            | 7.0 (44.6)            | 11.3 (52.3)           | 16.1 (61.0)           | 17.9 (64.2)           | 13.5 (56.3)           | 6.2 (43.2)            | −3.5 (25.7)           | −12.0 (10.4)          | 2.3 (36.1)            |
| 역대 최저 기온 °C (°F)                                           | −31.4 (−24.5)         | −28.9 (−20.0)         | −21.3 (−6.3)          | −7.8 (18.0)           | −0.8 (30.6)           | 3.7 (38.7)            | 8.7 (47.7)            | 10.1 (50.2)           | 1.3 (34.3)            | −9.7 (14.5)           | −20.0 (−4.0)          | −28.1 (−18.6)         | −31.4 (−24.5)         |
| 평균 강수량 mm (인치)                                            | 12 (0.5)              | 16 (0.6)              | 27 (1.1)              | 43 (1.7)              | 97 (3.8)              | 105 (4.1)             | 159 (6.3)             | 176 (6.9)             | 103 (4.1)             | 67 (2.6)              | 36 (1.4)              | 19 (0.7)              | 860 (33.9)            |
| 평균 강우일수                                                    | 0.3                   | 0.3                   | 4                     | 13                    | 20                    | 22                    | 22                    | 19                    | 14                    | 12                    | 5                     | 1                     | 133                   |
| 평균 강설일수                                                    | 7                     | 8                     | 11                    | 4                     | 0.3                   | 0                     | 0                     | 0                     | 0                     | 1                     | 7                     | 9                     | 47                    |
| 평균 상대 습도 (%)                                               | 58                    | 57                    | 60                    | 67                    | 76                    | 87                    | 92                    | 87                    | 77                    | 65                    | 60                    | 60                    | 71                    |
| 평균 월간 일조시간                                               | 178.2                 | 180.8                 | 209.6                 | 182.3                 | 170.3                 | 131.1                 | 120.3                 | 150.2                 | 198.0                 | 194.6                 | 160.0                 | 150.3                 | 2,025.7               |
| 출처 1: Pogoda.ru.net (평년값: 1991년~2020년, 극값: 1872년~현재) |                       |                       |                       |                       |                       |                       |                       |                       |                       |                       |                       |                       |                       |
| 출처 2: 미국 해양대기청 (일조시간, 1961년~1990년)                |                       |                       |                       |                       |                       |                       |                       |                       |                       |                       |                       |                       |                       |

## 계절

### 봄
봄 동안에는 기온의 변화가 매우 심하다. 하루 기온 변화로 10 ~ 15 °C로 왔다갔다 변한다.

### 여름
가장 긴 여름은 1967년에 174일, 가장 짧은 여름은 1969년에 116일이었다. 여름에는 봄과 마찬가지로 일기(日氣)의 변화가 심하다.

### 가을
가을 기온은 건조하고 온난한 기후를 보인다.

### 겨울
영하 15도 아래로 내려가며 매우 날씨가 춥다. 센 바람 때문에 실제 온도보다 체감 온도가 더 낮은 편이다.

## 주민
이 도시의 인구는 2013년 기준으로 60만3천명이다. 러시아인과 우크라이나인들은 블라디보스토크의 주요 민족이다.
1958년에서 1991년까지는 소련 국적을 가진 사람들만이 블라디보스토크에 거주하고 방문하는 것이 허락되었다. 폐쇄된 도시가 되기 이전에 이 도시에는 고려인과 중국인들이 많이 거주하고 있었다. 블라디보스토크는 러시아 동부에서 가장 큰 아르메니아인 공동체가 위치해 있다.

## 행정 구역
- 레닌스키 구 (Ленинский)

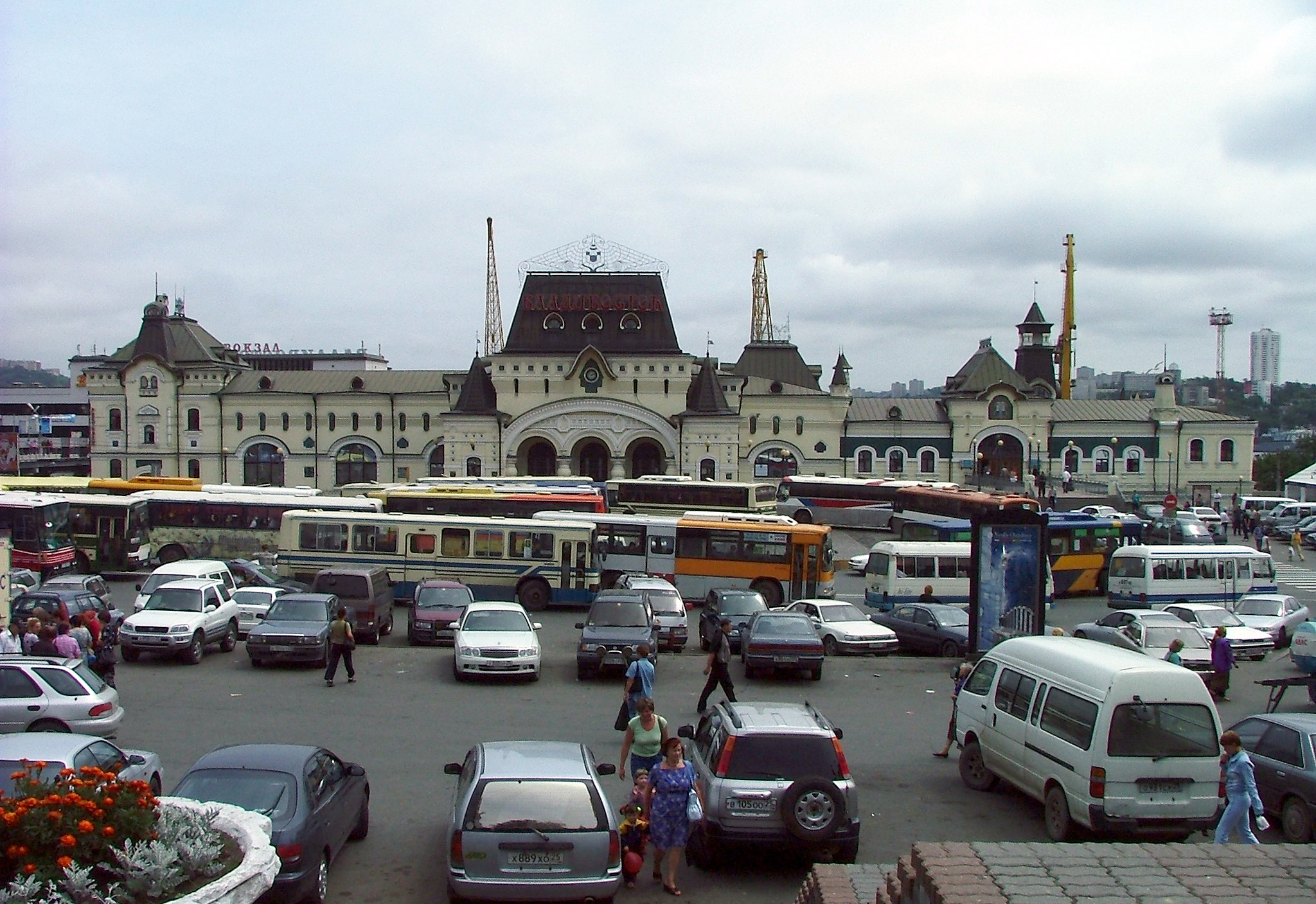
블라디보스토크 역(웹캠)

- 페르보마이스키 구 (Первомайский)
- 페르보레첸스키 구 (Первореченский)
- 소베츠키 구 (Советский)
- 프룬젠스키 구 (Фрунзенский)

## 역사
북쪽은 숙신인들 같은 퉁구스계 종족, 남쪽은 동부여, 북옥저와 같은 예맥계 종족의 땅이었고, 일부 북시베리아 계통의 종족들이 남하해서 주거하기도 했다. 서기 5세기 경에 고구려가 전성기를 맞이하며 고구려의 영향력 아래에 놓이게 되었고 668년 고구려 멸망 후에도 고구려 영토 장악에 지장이 생긴 당나라가 장악하지 못하고 있다가 8세기부터 발해의 통치를 받았고 발해가 멸망하고 요나라와 발해의 부흥국들(발해부흥운동), 금나라, 원나라의 지배를 차례대로 받았다. 이후 명나라 시기 초기에는 여진족 치하에서 명목상 명나라에 속해 있었지만 실질적으로 명나라의 영역에서 벗어나 있었으며 여러 종족들이 이합집산을 거듭했는데 이후 중만주 일대의 여진족이 주도권을 잡게 되어 후금이 건국되었고, 후금이 세를 떨치게 되면서 청나라로 발전한 뒤 청나라의 통치 아래에 들어서게 되었다. 이 쪽의 원주민은 만주 일대에 걸쳐 사는 여진족-만주족이다. 나나이족 등의 야인여진 계통의 소수민족도있다.
한편 동유럽에서 모스크바 대공국을 중심으로 작은 소공국들을 통합하여 성립된 루스 차르국은 점점 세력을 넓혀 시베리아를 넘어 결국 동아시아의 끝자락인 이 지역까지 다다랐고 청나라 역시 자신들의 원류인 만주의 배후지인 이 지역을 쉬이 넘겨줄 수는 없었다. 하지만 청나라에겐 러시아의 우수한 무기가 버거웠고, 러시아 역시 소수의 탐험대와 변방인들로 청나라의 대군과 싸우는건 부담스러운 일이었다. 결국 청과의 일진일퇴의 공방전을 벌이게 되었고 그 끝에 1689년 네르친스크 조약으로 청나라의 영유권을 인정했다.
1858년 아이훈조약과 1860년 러시아 제국이 청나라와 강제로 베이징조약을 체결한 후
청나라는 외만주도 포기했다 러시아제국에서 항구와 도시의 건설이 시작되었고, 1872년에 군항도 니콜라예프스크에서 이곳으로 옮겨왔다. 1890년대부터는 무역항으로서 크게 발전하였으며, 1903년 시베리아 철도가 완전히 개통됨으로써 모스크바와도 이어지게 되었다. 1918년 봄부터 1922년까지 이 지방은 외국의 간섭군대에 의해 점령된 적이 있으며, 제2차 세계대전 때에는 연합군의 원조물자를 이곳에 양륙하였다. 블라디보스토크는 군항일 뿐만 아니라 무역항의 기능도 가지고 있었으나, 현재는 무역항의 기능이 시의 동쪽 약 90km 지점에 신설된 나홋카항으로 옮겨졌다.
2012년 9월 8일부터 이틀간 제 24차 아시아태평양경제협력체(APEC) 정상회의가 블라디보스토크의 루스키 섬에서 개최되었다. 러시아 정부는 이 회의를 위해 길이 3.1km의 4차선 다리인 루스키 교를 건설했다. 시내와 루스키 섬을 잇는 세계 최장 사장교(斜張橋)이다.
러시아 정부는 2020년까지 2조 루블을 투입해 첨단산업 기지와 경제특구를 조성, 100만 인구를 가진 "러시아의 샌프란시스코"로 발전시킨다는 계획이다.

## 교통
블라디보스토크 국제공항은 도시 한복판에서 북쪽으로 50km쯤에 있는 아르툠 (러시아)에 위치한다. 블라디보스토크 역에서 출발하는 20000012년 개통한 아에로 익스프레스라는 철도 노선으로 연결된다.
시내 가운데에 있는 블라디보스토크 역은 시베리아 횡단철도의 종착점이다. 모스크바의 야로슬라브스키 역에서 평양역까지 가는 국제열차가 멈추기도 한다. 또한 동청철도(東淸鐵道)였던 지금의 만주횡단철도가 블라디보스토크에서 우수리스크로 그리고 포그라니치니를 거쳐 중국의 쑤이펀허를 지나 헤이룽장성의 하얼빈을 묶는다.
역 바로 앞에는 항구인 블라디보스토크항이 별도로 위치하게 된다. 흔히 부동항으로 알려진 이 항구는 겨울에 얼기 때문에 쇄빙선(碎氷船)의 도움으로 사용이 가능하다. 제2차 세계 대전 당시 잠수함이 전시되기도 했다.
블라디보스토크 국제여객터미널을 통해 페리로 한국의 동해항국제여객터미널과 연결되어있다.
2012년에 완공된 졸로토이 교가 시내로 길게 뻗은 졸로토이로크만을 가로지른다.

## 관광
우스리스크만에는 소련 시절 폐유리병 공장에서 흘러와 쌓인 잔해물들이 침식 작용으로 인해 둥글게 다듬어져 만들어진 유리자갈로 이루어진 유리해변이 관광 명소로 유명하다. 현지에서는 부흐따 스떼끌라냐야(Бухта Стеклянная)라 불리는데 직역하자면 유리만이라는 뜻이다. 그러나 중국인들이 유리자갈을 공짜 기념품 삼아 싹쓸이해가는 행태가 지속되었고, 추세대로라면 2040년에는 유리해변이 사라질 지경이다.

## 교육
블라디보스토크는 4개의 대학교를 포함하여 많은 교육 시설이 있다.
- 극동연방대학교 (북한에서는 "원동 국립 대학교"라고 일컬음) - (줄여서 데베페우, Дальневосточный федеральный университет, ДВФУ)
- 네벨스코이 명칭 국립 해양 대학교 (Морской государственный университет имени адмирала Г.И. Невельского, МГУ им. адмирала Г.Н. Невельского)
- 국립 블라디보스토크 경제 서비스 대학교 (Владивостокский государственный университет экономики и сервиса, ВГУЭС)
- 국립 태평양 의과 대학교 (Тихоокеанский государственный медицинский университет, ТГЭУ)

## 자매 도시
- 니가타시( 일본 니가타현)
- 아키타시( 일본 아키타현)
- 하코다테시( 일본 홋카이도)
- 부산광역시( 대한민국)
- 인천광역시( 대한민국)
- 포항시( 대한민국 경상북도)
- 다롄( 중화인민공화국 랴오닝성)
- 연변 조선족 자치주( 중화인민공화국 지린성)
- 옌타이( 중화인민공화국 산둥성)
- 하이퐁( 베트남)
- 샌디에이고( 미국 캘리포니아주)
- 샌프란시스코( 미국 캘리포니아주)
- 터코마( 미국 워싱턴주)
- 주노( 미국 알래스카주)
- 호놀룰루( 미국 하와이주)[9]
- 다바오( 필리핀)
- 마카티( 필리핀)
- 원산시( 조선민주주의인민공화국 강원도)[10]

## 같이 보기
- 라즈돌노예